# República Irlandesa
|  | Aquest article tracta sobre República Irlandesa. Si cerqueu l'actual estat, vegeu «República d'Irlanda». |

La República Irlandesa (en gaèlic irlandès: Poblacht na hÉireann o Saorstát Éireann; en anglès: Irish Republic) fou l'estat independent d'Irlanda declarat unilateralment en l'Aixecament de Pasqua de 1916 i establert el 21 de gener de 1919 pel Dáil Éireann. Aquest Dáil fou l'assemblea parlamentària composta per una gran majoria dels Diputats irlandesos escollits en les eleccions generals de 1918. El Dáil va aconseguir fer una declaració formal d'independència respecte al Regne Unit de Gran Bretanya i Irlanda, coincidint amb la Guerra d'independència d'Irlanda (1919-1922) entre el Regne Unit i l'Exèrcit Republicà Irlandès (IRA).
Mitjançant la signatura del Tractat Angloirlandès el 6 de desembre de 1922 aquest estat desaparegué formalment per esdevenir 26 dels 32 comtats formants d'Irlanda l'Estat Lliure d'Irlanda i la resta, 6 comtats, la Irlanda del Nord, la qual va romandre sota el poder del Regne Unit.

## Origen del nom
En anglès la formació d'aquest estat fou conegut com a "Irish Republic" (República Irlandesa) i, ocasionalment, com a "Republic of Ireland" (República d'Irlanda), nom aquest últim que avui en dia denomina l'estat actual. Dos noms rebé en gaèlic irlandès, Poblacht na hÉireann i Saorstát Éireann, basats en dues traduccions irlandeses de la paraula república: Poblacht i Saorstát. La primera és una derivació de pobail (gent) i del llatí Res Publica, mentre que la segona és una paraula composta a partir de saor ("lliure") i stát (un manlleu de l'angles stat). El terme Poblacht na hÉireann és l'usat en l'Aixecament de Pasqua de 1916. A més, la Declaració d'Independència i altres documents adoptats l'any 1919 van escollir aquest títol en favor de Saorstát Éireann.
En la formació de l'Estat Lliure d'Irlanda establert al final de la Guerra Angloirlandesa fou adoptat Saorstát Éireann com a nom oficial. No obstant això aquest Estat Lliure no era una república sinó una forma de monarquia constitucional dins de l'imperi Britànic. Per aquesta raó, i des de llavors, la paraula saorstát ha entrat en desús com a traducció de "república". Quan l'estat Irlandès es va convertir en la República d'Irlanda l'any 1949 la seva descripció oficial en gaèlic irlandès fou Poblacht na hÉireann.

## Establiment

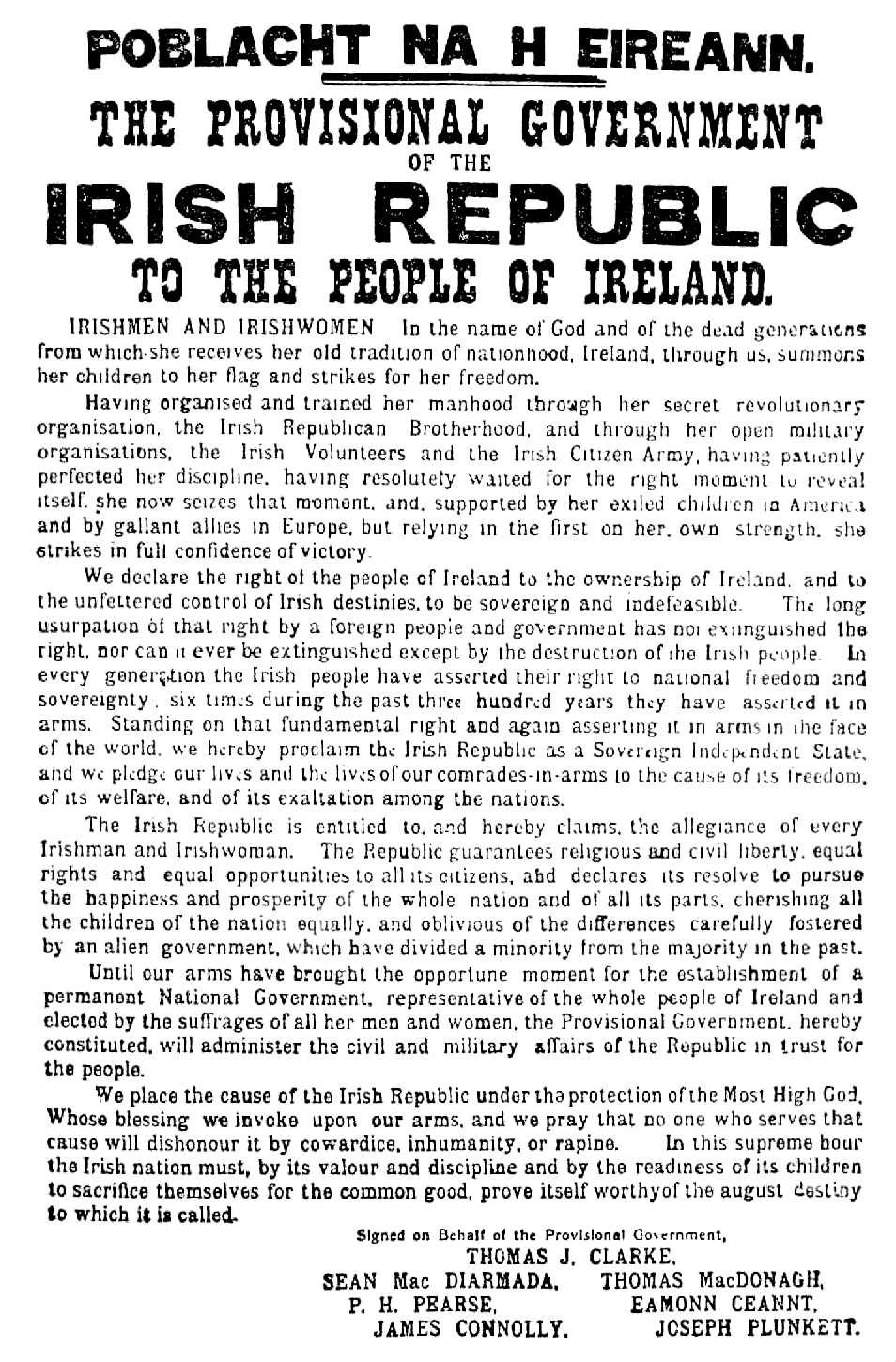
Proclamació de la República Irlandesa en un pamflet informatiu l'any 1916.

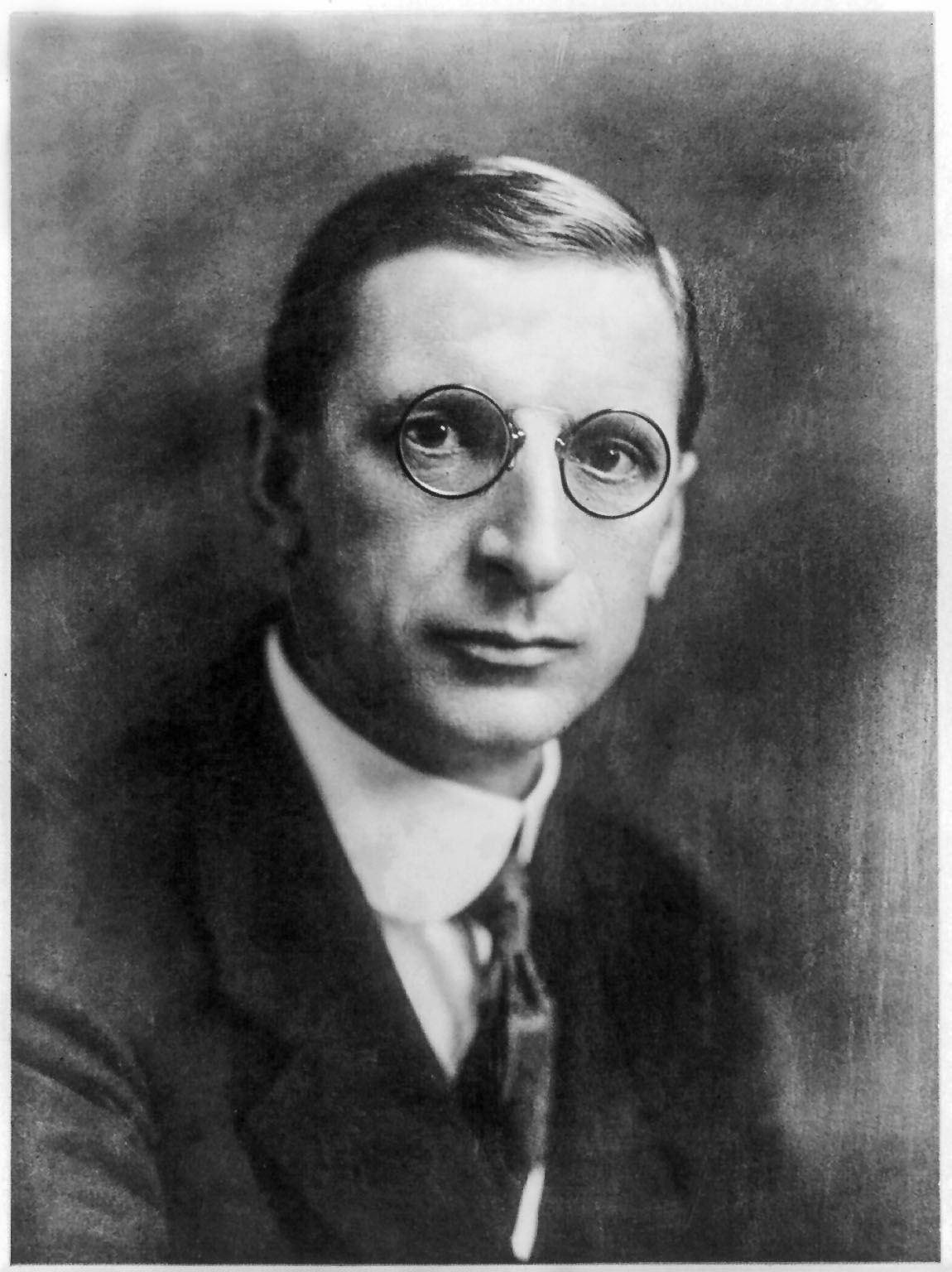
Imatge d'Éamonn de Valera.

El 1916 els rebels nacionalistes participants en l'Aixecament de Pasqua van publicar la Proclamació de la República. Mitjançant aquesta declaració ells declaraven l'establiment d'un estat independent anomenat la "República Irlandesa" i van proclamar que els líders de la rebel·lió servirien com un "Govern Provisional de la República Irlandesa" fins que fos possible tornar a escollir un parlament nacional. L'Aixecament de Pasqua fou limitat a la ciutat de Dublín i, en la seva època, va tenir poc suport del poble irlandès.
La proclamació de la república per part dels líders integrants no va comptar amb el suport del Sinn Féin liderat per Arthur Griffith, el qual afavoria l'establiment d'una forma de monarquia dual entre Irlanda i el Regne Unit. L'any 1917, però, aquest partit nacionalista s'uní amb els partidaris republicans d'Éamonn de Valera, adoptant a partir d'aquell moment la tesi independentista per a desenvolupar a curt termini, amb la intenció de donar l'oportunitat als irlandesos d'escollir la forma de govern que preferissin. Aquest acord estava subjecte, però, a la condició que si el poble escollia la monarquia com a forma de govern cap membre de la casa reial Britànica seria convidat a ocupar aquest càrrec.
En les eleccions generals de 1918 els candidats radicals del Sinn Féin, incloent molts que havien participat en la rebel·lió de 1916, van defensar un manifest que comprometia al partit a boicotejar el Parlament del Regne Unit i a establir unilateralment una nova assemblea irlandesa a Dublín. Els candidats del Sinn Féin foren els grans guanyadors de les eleccions, i el 21 de gener de 1919 es van reunir a la Mansion House de Dublín, establint la primera sessió del Dáil Éireann. En aquesta reunió el Dáil va adoptar la Declaració d'independència d'Irlanda, i a causa de la Proclamació de Pasqua adoptada ja el 1916 el Dáil retrospecticament va ratificar l'establiment de la República Irlandesa.
El mateix dia que la declaració d'independència va ser publicada dos membres del Royal Irish Constabulary , una de les forces policials existents en aquells moments al país, van ser assassinats a la població de Soloheadbeg per membres dels Voluntaris Irlandesos. Aquest incident no havia estat ordenat pel Dáil però el curs dels fets va dur a aquesta cambra a reconèixer als Voluntaris com l'exèrcit propi de la República Irlandesa. Així, l'incident a Soloheadbeg es va convertir l'incident que va donar motiu a la Guerra Angloirlandesa entre la República Irlandesa i el Regne Unit.
La decisió d'establir una república el 1919, en comptes de qualsevol altra forma de govern, va ser significativa perquè responia a un total repudi de tota relació constitucional amb la Gran Bretanya, i posava al partit contra qualsevol compromís que pogués perjudicar l'acte-govern inicial sota l'Acta de Govern Local o la contínua pertinença a l'imperi Britànic. La volàtil qüestió dels Unionistes del nord-est, havent indicat que ells no participarien en qualsevol forma de república, va ser deixada sense resoldre i els sis comtats d'aquella zona van romandre com a part del Regne Unit sota l'Acta de Govern d'Irlanda de 1920 i després en el Tractat Angloirlandès.

## Reconeixement
Els esforços del President de Valera als Estats Units d'Amèrica, i de l'"ambaixador" de la república a la Conferència de Pau de París, Seán T. O'Kelly, per a guanyar reconeixement internacional van fallar. O'Kelly ja havia establert l'"ambaixada" de la República a la ciutat de París l'abril de 1919, i Patrick MacCartan va instal·lar una a Washington DC al mateix temps. A pesar de l'àmplia promoció per notables nord-americans d'ascendència irlandesa, el President Woodrow Wilson es va negar a dur el cas irlandès a la conferència. L'únic reconeixement estranger fou el de la República Socialista Federada Soviètica de Rússia, encapçalada per Vladímir Lenin, que va obtenir diners del Ministre de Finances de Michael Collins i que posteriorment foren retornats amb parts de les joies de la corona tsaristes. Aquest, però, va ser un petit impuls cap a una postura més socialista del moviment republicà que no pas qualsevol altra cosa.

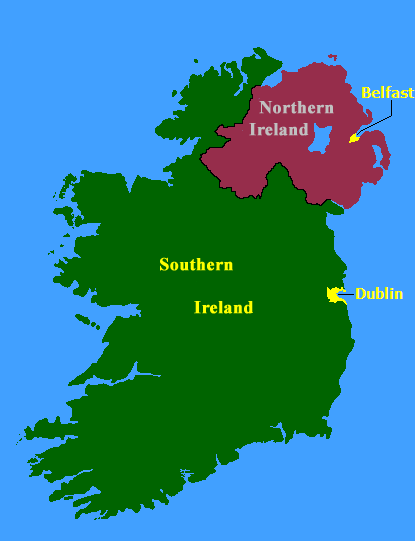
Partició de l'illa d'Irlanda en dues zones.

La República Irlandesa no va ser reconeguda pel Govern Britànic. L'any 1921, i d'acord amb les demandes Unionistes de l'Ulster, el govern Britànic va decidir partir Irlanda en dues regions, anomenades Irlanda del Sud i Irlanda del Nord, amb els seus propis parlaments que es van reunir al juny. Els nacionalistes irlandesos, però, es van negar a reconèixer l'autoritat dels britànics per a dur a terme aquesta partició.
Quan, al desembre de 1921, la república va enviar representants a negociar una treva amb el govern de David Lloyd George el Dáil els va comissionar com a "enviats plenipotenciaris", actuant sota l'autoritat del President de la República. No obstant això Lloyd George es va negar a considerar les negociacions com a relacions bilaterals entre dos estats sobirans, sinó amb delegats que representaven al poble irlandès. Quan el Tractat Angloirlandès va ser conclòs el govern Britànic va insistir que fos enviat a la Cambra dels Comuns d'Irlanda del Sud per a la ratificació irlandesa, considerada pels britànics la cambra parlamentària legal en comptes del Dáil. Encara que això fou, en part, una mesura per a salvar la reputació del Regne Unit davant els ulls internacionals també s'ajustà al fet que el tractat no seria reconegut per les lleis britàniques a menys que estigués ratificat per una institució reconeguda pel Regne Unit.
Finalment, en el període transicional que va dur a l'establiment de l'Estat Lliure d'Irlanda, el govern Britànic va transferir la governació sobre Irlanda del Sud a un òrgan anomenat el "Govern Provisional", en comptes del ministeri de la República Irlandesa, un fet que fou dissenyat per a salvar la reputació britànica.

## Dissolució

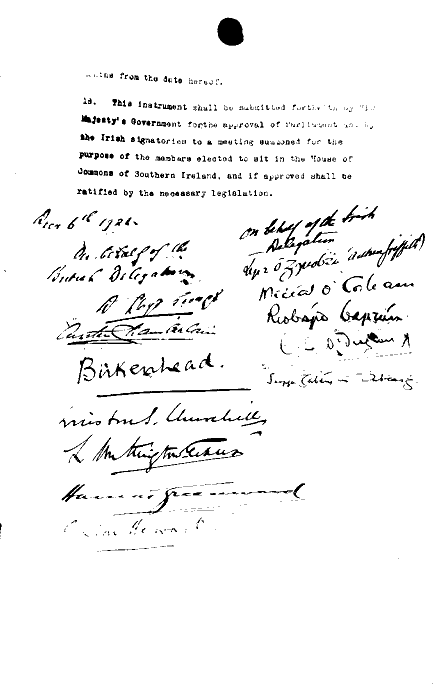
El Tractat Angloirlandès

Aprovat el Tractat Angloirlandès el desembre de 1921 i la Constitució de l'Estat Lliure d'Irlanda l'octubre de 1922, el Dáil temporalment va accedir a la dissolució de la República Irlandesa i el seu reemplaçament amb el sistema d'una monarquia constitucional de l'Estat Lliure d'Irlanda.
El 1922, el Govern Provisional va veure la llum la seva existència sense que la República Irlandesa fos desmantellada, les seves institucions van continuar operant en paral·lel amb aquelles de l'autoritat provisional. Encara que, per un temps, l'estat interí va tenir (nominalment) dos caps de govern: Michael Collins va ser designat President del Govern Provisional, en teoria qüestionable per la Cambra dels Comuns d'Irlanda del Sud i designat pel Lord Liutenant; i Arthur Griffith fou nomenat President de la República en substitució d'Éamonn de Valera (tot i que Griffith fou nomenat per si mateix "President del Dáil Éireann", oficialment va esdevindre President de la República). Les dues administracions van ser progressivament unides fins que a l'agost, a conseqüència de les morts de Griffith i Collins, William T. Cosgrave va assumir ambdós lideratges simultàniament i així les dues oficines més importants efectivament es van tornar una, produint un híbrid constitucional únic; un primer ministre assignat per la corona i un president de la república. Ambdós parlaments, el Segon Dáil i la Cambra dels Comuns, van ser reemplaçats per un parlament conjunt conegut com el Tercer Dáil o Parlament Provisional que, com una assemblea constituent, va promulgar una nova constitució, que va donar llum al nou estat.
El 6 de desembre de 1922 la Constitució de l'Estat Lliure d'Irlanda va entrar en efecte pràctic i les institucions d'ambdós organismes, la República Irlandesa i el Govern Provisional, van deixar d'existir.